# Борисов, Александр Фёдорович
Алекса́ндр Фёдорович Бори́сов (18 апреля (1 мая) 1905, Санкт-Петербург — 13 мая 1982, Ленинград) — советский актёр театра и кино, кинорежиссёр, сценарист, певец. Герой Социалистического Труда (1981). Народный артист СССР (1951). Лауреат четырёх Сталинских премий (1947, 1950, 1951 — дважды) и Государственной премии РСФСР им. К. С. Станиславского (1975).

## Биография
Родился 18 апреля (1 мая) 1905 года в Санкт-Петербурге в бедной семье, был сыном прачки и кухонного работника.
Участвовал в любительских спектаклях. В 1927 году, после окончания Школы русской драмы при Ленинградском театре драмы имени А. С. Пушкина (ныне — Александринский театр), где учился у Ю. М. Юрьева, был принят в театр-студию, в 1928 году — в основную труппу театра.
В 1930 году сыграл свою первую крупную роль — инженера Бориса Волгина (по пьесе «Чудак» А. Н. Афиногенова), создав образ жизнерадостного, целеустремлённого человека. Уже в этой роли определилось большое дарование молодого актёра, его непосредственность, эмоциональность. Правдивый, жизнеутверждающий образ Волгина — инициатора «первой бригады энтузиастов производства» — открыл галерею героев современности, созданную актёром.

А. Ф. Борисов в роли Кузьмы Ветеркова. 1943 г.

Предельной ясностью и простотой было отмечено исполнение роли бойца Степана («Победители» Б. Ф. Чирскова). Актёр внёс в этот образ юмор, озорное лукавство, большую жизненную мудрость. Верой в человеческое достоинство, нравственной чистотой, одухотворённостью проникнуты образы, созданные в пьесах русской классики: Мелузов («Таланты и поклонники» А. Н. Островского), Гаврила («Горячее сердце» А. Н. Островского). В роли Аркашки Счастливцева («Лес» А. Н. Островского) актёр, не отказываясь от комедийных красок, в то же время показывает бесправность, одиночество маленького, униженного жизнью, человека.
С 1937 года начал сниматься в кино.

Могила Борисова на Литераторских мостках в Санкт-Петербурге.

В годы Великой Отечественной войны со своим коллегой по театру К. И. Адашевским создали на Новосибирском радио образы весёлых бойцов-разведчиков Козьмы Ветеркова и Ильи Шмелькова, им ассистировал легендарный слепой баянист И. И. Маланин. Передачи, а затем и выступления перед бойцами сибирских дивизий с участием этих персонажей, называвшиеся «Огонь по врагу», получили широкую популярность.
С начала 1960-х годов пробовал себя как режиссёр, сняв две мелодрамы: «Кроткая» (1960) и «Пробивной человек» (1978) и короткометражный фильм «Душа зовёт» (1962).
В молодости выступал в музыкальном трио вместе с В. П. Соловьёвым-Седым. Исполнял романсы, песни и частушки на сцене и в фильмах (с постоянным аккомпаниатором — гитаристом С. А. Сорокиным) — «Романс Лапина», «Лодочка» и так далее.
Депутат ВС СССР 6-го созыва.
Скончался 13 мая1982 года в Ленинграде. Похоронен на Литераторских мостках Волковского кладбища. В 1987 году на могиле было установлено надгробие — гранитная колонна с бронзовым бюстом (скульптор — М. Т. Литовченко, архитектор — С. Л. Михайлов).

## Награды и звания
- Герой Социалистического Труда (1981)
- Заслуженный артист РСФСР (1947)[6]
- Народный артист РСФСР (1949)[7]
- Народный артист СССР (1951)[8]
- Сталинская премия второй степени (1947) — за исполнение роли Рекало в спектакле «За тех, кто в море!» Б. А. Лавренёва
- Сталинская премия первой степени (1950) — за исполнение заглавной роли в фильме «Академик Иван Павлов» (1949)
- Сталинская премия второй степени (1951) — за исполнение роли Петра Николаевича Рыбкина в фильме «Александр Попов» (1949)
- Сталинская премия первой степени (1951) — за исполнение заглавной роли в фильме «Мусоргский» (1950)
- Государственная премия РСФСР имени К. С. Станиславского (1975) — за исполнение ролей в спектаклях «На дне» М. Горького, «Мёртвые души» Н. В. Гоголя, «Ураган» А. В. Софронова
- Два ордена Ленина (1975, 1981)
- Орден Трудового Красного Знамени (1965)
- Орден «Знак Почёта» (1939)
- медали
- IV МКФ в Марианске-Лазне (ЧССР) (1949, Премия за лучшее исполнение мужской роли, фильм «Академик Иван Павлов»).

## Театральные работы

А. Ф. Борисов в роли царевича Фёдора. 1945 г.

#### Ленинградский академический театр драмы имени А. С. Пушкина
- «Елена Толпина» Д. А. Щеглова — Парень с гармошкой
- 1930 — «Чудак» А. Н. Афиногенова — Борис Волгин
- 1934 — «Борис Годунов» А. С. Пушкина — Юродивый
- 1935 — «Борис Годунов» А. С. Пушкина — Самозванец
- 1936 — «Лес» А. Н. Островского — Пётр
- 1937 — «На берегу Невы» К. А. Тренёва — Котов
- 1938 — «Шёл солдат с фронта» по В. П. Катаеву — Семён Котко
- 1942, 1951 — «Горячее сердце» А. Н. Островского — Гаврило
- 1945 — «Великий государь» В. А. Соловьёва — царевич Фёдор
- 1945 — «Таланты и поклонники» А. Н. Островского — Мелузов
- 1946 — «Победители» Б. Ф. Чирскова — Степан
- 1946 — «За тех, кто в море» Б. А. Лавренёва — Рекало
- 1947 — «Как закалялась сталь» по Н. А. Островскому — Павел Корчагин
- 1947 — «Жизнь в цвету» А. П. Довженко — М. И. Калинин
- 1948 — «Лес» А. Н. Островского — Аркашка Счастливцев
- 1952 — «Высокая волна» Г. Е. Николаевой и С. А. Радзинского — Чеканов
- 1954 — «Годы странствий» А. Н. Арбузова — Лаврухин
- 1955 — «Пучина» А. Н. Островского — Кирилл Филиппыч Кисельников
- 1956 — «Одна ночь» Б. Л. Горбатова — Кривохатский
- 1958 — «Царь Фёдор Иоаннович» А. К. Толстого — царь Фёдор
- 1962 — «Маленькие трагедии» А. С. Пушкина — Лепорелло («Каменный гость»)
- 1963 — «Гроза» А. Н. Островского — Тихон
- 1967 — «Дело, которому ты служишь» по Ю. П. Герману — дед Мефодий
- 1967 — «Нахлебник» И. С. Тургенева — Кузовкин
- 1969 — «Справедливость — мое ремесло» Л. Жуховицкого — Хапростун
- 1970 — «На дне» М. Горького — Лука
- 1970 — «Мария» А. Д. Салынского — Анатолий Добротин
- 1971 — «Сказки старого Арбата» А. Н. Арбузова — Толстячок
- 1973 — «Иней на стогах» Л. Моисеева — отец Михаил
- 1974 — «Похождения Чичикова, или Мёртвые души» по Н. В. Гоголю — Плюшкин
- 1975 — «Ураган» А. В. Софронова
- 1978 — «Плоды просвещения» Л. Н. Толстого — 3-й мужик
- 1980 — «Таланты и поклонники» А. Н. Островского — Нароков

## Фильмография

### Актёрские работы
- 1937 — Днепр в огне — Пётр Белов
- 1938 — Друзья — Назарка
- 1940 — Концерт на экране — Григорий Отрепьев, в сцене из «Бориса Годунова»
- 1949 — Академик Иван Павлов — И. П. Павлов
- 1949 — Александр Попов — П. Н. Рыбкин
- 1950 — Мусоргский — М. П. Мусоргский
- 1951 — Белинский — А. И. Герцен
- 1952 — Римский-Корсаков — С. И. Мамонтов
- 1953 — Горячее сердце (фильм-спектакль) — Гаврило
- 1953 — Лес (фильм-спектакль) — Аркадий Счастливцев
- 1954 — Верные друзья — Александр Фёдорович Лапин, профессор, животновод-селекционер
- 1955 — Вольница — Кузьма Назарович Бляхин
- 1955 — Максим Перепелица — Марко Муха
- 1955 — Следы на снегу — Грохотов, полковник госбезопасности
- 1956 — Дорога правды — Иван Васильевич Шмелёв
- 1956 — Одна ночь (фильм-спектакль) — Кривохатский
- 1957 — Балтийская слава — Быков
- 1958 — В дни Октября — Вершин
- 1958 — Пучина (фильм-спектакль) — Кирилл Филиппыч Кисельников
- 1962 — Душа зовёт (короткометражный) — Солянов
- 1964 — Весенние хлопоты — отец Жени
- 1964 — Дети Ванюшина (фильм-спектакль) — Ванюшин
- 1965 — Война и мир — дядюшка Ростовых
- 1965 — Знойный июль — Дедюхин
- 1966 — В городе С. — Пузырёв, гость Туркиных, продавец квартиры
- 1966 — Маленькие трагедии (Фильм 2 «Каменный гость») (фильм-спектакль) — Лепорелло
- 1966 — Я солдат, мама — эпизод
- 1967 — Зелёная карета — Александр Михайлович Гедеонов
- 1967 — Крыжовник (короткометражный) — Иван Иванович
- 1967 — Они живут рядом — Васин
- 1969 — Вчера, сегодня и всегда — ведущий
- 1969 — Похищение — артист Борисов
- 1970 — Нахлебник (телеспектакль) — Кузовкин
- 1971 — Каменный гость (фильм-спектакль) — Лепорелло
- 1972 — Карпухин — Сарычев
- 1973 — Здесь наш дом — Пухов
- 1973 — Сказки Старого Арбата (фильм-спектакль) — толстячок
- 1975 — Руки человеческие (фильм-спектакль)
- 1978 — Пока бьётся сердце (фильм-спектакль) — Иван Андреевич
- 1978 — Явка с повинной (фильм-спектакль)
- 1981 — Приглашение к жизни (фильм-спектакль) — Вихров
- 1981 — Россия молодая — дядюшка Иевлева
- 1982 — Личные счёты — Александр Михайлович

### Режиссёрские работы
- 1960 — Кроткая
- 1962 — Душа зовёт (короткометражный, совместно с М. А. Руфом)
- 1979 — Пробивной человек (совместно с О. Б. Фиалко)

### Сценарии
- 1960 — Кроткая (совместно с А. А. Гольбуртом)
- 1978 — Пробивной человек (совместно с В. Черновым)

### Озвучивание
- 1950 — Огни Баку — Али-Бала Алиев, роль М. Алиева
- 1959 — Подводные рифы — Тынис, роль А. Орава
- 1960 — Кроткая — от автора

### Вокал в художественных фильмах
- 1954 — Верные друзья — исп. романс Лапина
- 1955 — Двенадцатая ночь — исп. песни Шута
- 1956 — Разные судьбы — исп. романс Рощина
- 1965 — Война и мир — исп. песню дядюшки Ростовых

### Участие в фильмах
- 1966 — Песни в пути (документальный)
- 1969 — Рядом с другом (документальный)
- 1973 — Наш друг Максим (документальный)
- 1980 — Я помню чудное мгновенье (документальный)
- 2013 — Василий Васильевич Меркурьев (документальный)

## Память
- В 1987 году, в Ленинграде на доме по улице Куйбышева, 1/5, где актёр проживал в 1956—1982 годах, была установлена мемориальная доска (арх. С. Л. Михайлов)